# Lepidocephalus
Lepidocephalus es un género de peces de la familia Cobitidae en el orden de los Cypriniformes.

## Especies
- Lepidocephalus coromandelensis Menon, 1992[2]
- Lepidocephalus macrochir Bleeker, 1854
- Lepidocephalus nanensis Deein, Tangjitjaroen & Page 2014[3]
- Lepidocephalus pallens Vaillant, 1902[4]
- Lepidocephalus spectrum Roberts, 1989
- Lepidocephalus thermalis Valenciennes, 1846
- Lepidocephalus weberi Ahl, 1922